# Dean Del Mastro
Dean Del Mastro, né le 16 août 1970 à Peterborough (Ontario), est un homme politique canadien.

## Biographie
Il fut député à la Chambre des communes du Canada pour la circonscription de Peterborough de 2006 à 2014. Il a représenté le Parti conservateur du Canada jusqu'en 2013, lorsqu'il est devenu indépendant à la suite de sa mise en accusation par Élections Canada de falicification de documents. Reconnu coupable, il est condamné et doit quitte le Parlement. Le siège reste vacant jusqu'à l'élection de la libérale Maryam Monsef en 2015.